# Krigsfångar i islamisk lag
Behandlingen av krigsfångar inom islam reglerades enligt islamisk lag, koranen och hadith.  
Behandlingen av krigsfångar byggde på exempel ur Muhammeds liv och de regler som sedan utvecklats inom islamisk lag. Islamisk lag utgick ifrån förutsättningen att krigsfångar var icke-muslimer (kafir) som tillfångatagits av muslimer i ett krig mellan Dar al-Islam och Dar al-harb. En icke-muslimsk krigsfånge var per definition synonymt med en slav, och samma regler gällde därför som vid slaveri inom islam. En krigsfånge/slav kunde, utifrån sin muslimska tillfångatagares gottfinnande: friges; friges i utbyte mot lösensumma; friges i en fångutväxling  mot muslimska krigsfångar; eller förbli krigsfångar, det vill säga slavar. En fånge skulle förses med mat och kläder och inte tvingas konvertera till islam med våld.
Manliga krigsfångar, definierat som en man eller pojke gammal nog att ha könshår, kunde utifrån exempel från Muhammeds eget liv avrättas, liksom alla män och pojkar ur Banu Qurayzastammen gamla nog att ha könshår blev efter Slaget vid vallgraven år 627. 
Kvinnor och barn fick enligt islamisk lag inte dödas utan gjordes alltid till slavar, men kunde liksom manliga slavar som inte avrättats friges eller friköpas.